# Panaitoaia, Botoșani
Panaitoaia este un sat în comuna Avrămeni din județul Botoșani, Moldova, România.
partea de nord-est a județului Botoșani,  în Câmpia Moldovei, pe malul stâng al Volovățului. 